# Nebria talassica
Nebria talassica és una espècie de caràbids de la subfamília nebriinae que és endèmica del Kirguizstan.